# Expocruz
La Feria Exposición Internacional de Santa Cruz (conocida como Expocruz) es un evento anual multisectorial celebrado en Santa Cruz de la Sierra, Bolivia. Organizada por la entidad privada Fexpocruz, fundada en 1962 por la Cámara de Industria, Comercio, Servicios y Turismo de Santa Cruz (CAINCO) y la Cámara Agropecuaria del Oriente (CAO), funciona como la principal vitrina comercial del país, integrando negocios y actividades culturales. Desde su inicio en 1962 como una feria ganadera en la Universidad Gabriel René Moreno, Expocruz creció hasta congregar medio millón de visitantes y miles de expositores cada edición, consolidándose como un referente de desarrollo empresarial regional.

## Historia y origen
La primera muestra denominada Expocruz se realizó en 1962 como una Feria Ganadera llevada a cabo en uno de los predios de la facultad de Veterinaria de la UAGRM en Santa Cruz de la Sierra. Tras el éxito inicial, la segunda versión en 1964 fue impulsada por empresarios locales con aporte de capital privado para ampliarla y darle enfoque de negocios. En 1965 la tercera feria amplió sus rubros a comercio, industria y artesanías, y se institucionalizó su organización con un comité integrado por el prefecto (Félix Moreno), la CAO y la CAINCO. Ese año , en la efeméride departamental del 24 de septiembre, la feria fue inaugurada por el presidente René Barrientos.
En 1966 se adquirió un terreno permanente de unos 90.000 m² para el campo ferial, habilitado en 1968, y a partir de la quinta edición (1968) la feria se volvió multisectorial e internacional, atrayendo delegaciones de Argentina, Brasil, Chile y Alemania. Durante la década de 1970 la asistencia creció aceleradamente (de 70.000 visitantes en 1970 a 140.000 en 1974). En 1976 Expocruz ingresó al circuito de ferias internacionales de América Latina, y en 1987 (en su 25.ª edición) fue condecorada con el cóndor de los Andes por el gobierno nacional.
En los años siguientes la Expocruz amplió su alcance: en 1991 se incorporó como miembro permanente de la Unión Internacional de Ferias (UIF) y se organizó la primera Rueda Internacional de Negocios de Bolivia dentro de la feria. Desde mediados de los 90 se empezó a utilizar el predio durante todo el año con ferias sectoriales (construcción, joyería, SME, agroindustrial, entre otras). A principios del siglo XXI la feria siguió rompiendo récords: en 2000 los expositores extranjeros representaron el 12% y en 2002 asistieron 440.000 visitantes en 11 días de muestra. Por ejemplo, en 2011 Expocruz reunió participantes de 24 países, 2.240 expositores y atrajo a más de medio millón de personas. Así, en sus más de 45 ediciones la Feria Exposición de Santa Cruz ha pasado de una pequeña muestra ganadera a un gigantesco evento comercial internacional, símbolo del desarrollo económico regional.

## Impacto económico
Expocruz es una pieza clave en la economía regional y nacional. Cada edición genera miles de negocios e inversiones. En la última versión (2023) se reportaron US\$ 209,4 millones en intenciones de negocio durante los 10 días de feria, superando los US\$ 191,3 millones de 2022. En 2021 (después de dos años de pausa pandémica) se alcanzaron alrededor de US\$ 134-138 millones en intenciones de negocio, mientras que en 2019 la suma fue histórica: US\$ 102,1 millones en ventas durante la feria y US\$ 202,8 millones adicionales en la Rueda de Negocios de CAINCO, sumando US\$ 304,9 millones.
La feria moviliza igualmente gran cantidad de visitantes y expositores. En 2023 asistieron 464.462 personas, en 2022 fueron 445.673 y en 2021 cerca de 388.290 presenciales más 47.342 virtuales. Los organizadores proyectaron en 2024 superar el medio millón de asistentes. Estos visitantes comprenden público general, empresarios nacionales y extranjeros, compradores institucionales y representantes gubernamentales. Por su parte, el número de expositores crece edición tras edición: en 2023 participaron 2.428 marcas (1.360 nacionales y 1.068 internacionales); en 2022 fueron 2.011 firmas, y en 2021 hubo 1.758 marcas.
El evento acoge a sectores productivos de toda índole. Están representados productores agropecuarios, fabricantes de alimentos, textiles, joyería, automotores, maquinaria industrial, tecnología, servicios y artesanías, entre muchos otros. Durante la feria se estimula especialmente la comercialización de bienes de capital (por ejemplo, US\$ 18 millones en el sector automotor en 2012) y de maquinaria agrícola o industrial. Además, cada edición crea una gran demanda de servicios temporales (montaje de stands, transporte, hoteles, seguridad, etc.), lo que genera en conjunto más de 70.000 empleos directos, indirectos e inducidos durante la realización del evento.
En resumen, Expocruz moviliza anualmente cientos de millones de dólares en negocios y empleos temporales, reafirmándose como un motor económico regional. Según un análisis del evento: “la Feria Exposición… significa para Santa Cruz y Bolivia un evento de suma importancia en términos de movimiento económico, es un símbolo del desarrollo y el espíritu emprendedor”.

## Impacto cultural
Aunque su foco principal es comercial, la Expocruz incorpora un amplio componente cultural y de entretenimiento. Durante los diez días de feria se ofrecen actividades artísticas diarias: presentaciones culturales de danza y música folklórica, conciertos de artistas locales e internacionales, exposiciones de arte y folclore, etc. Por ejemplo, la organización destaca en su sitio oficial una «agenda repleta de entretenimiento para todos», con presentaciones culturales cotidianas y espectáculos en vivo. En la noche, la feria ofrece además shows musicales con artistas nacionales e internacionales y espacios de vida nocturna (bares, boliches, DJs) integrados al evento.
Estos eventos culturales sirven para promover la identidad cruceña y boliviana. Muchos stands de la feria exhiben artesanía típica y representan costumbres regionales; incluso el Gobierno Municipal de Santa Cruz suele montar un pabellón propio con danzas tradicionales y música típica. Conjuntamente, participan pabellones de otros departamentos (por ejemplo de La Paz, Cochabamba, Oruro o El Alto) que muestran la cultura de cada región. De ese modo, Expocruz actúa como punto de encuentro cultural dentro del país. Además, delegaciones internacionales llevan sus tradiciones al evento: en cada edición se ven bailes y música de países expositores. La feria, por tanto, combina lo comercial con la promoción cultural de Bolivia, contribuyendo tanto a la integración nacional (conectando distintas regiones y culturas del país) como a la promoción internacional de la cultura boliviana.
Asimismo, Expocruz suele incorporar ferias temáticas paralelas (por ejemplo ferias del libro, exposiciones temáticas o certámenes artísticos) que amplían la oferta cultural. Cada año hay niños y familias enteras disfrutando de espacios lúdicos y shows, lo que le da al evento dimensión de festival. En suma, la Expocruz no solo es una gran plataforma de negocios, sino también una feria popular donde se celebra la identidad cruceña y boliviana.

## Organización
La feria es organizada por Fexpocruz, una entidad privada sin fines de lucro creada en 1962 por los gremios empresariales locales (CAINCO y CAO). Fexpocruz administra el complejo ferial de Santa Cruz, donde se realiza el evento. El predio ferial se ubica en la zona sur de la ciudad (Av. Roca y Coronado, km 6, cerca del aeropuerto Viru Viru) y abarca más de 160.000 m² de instalaciones (en 2012 cubría 164.000 m²). El terreno incluye pabellones temáticos (industria, agricultura, tecnología, artesanías, etc.), pistas de juzgamiento para ganadería, así como áreas de servicios (estacionamiento, restaurantes, zonas de ocio). En 2021 se anunció además la ampliación con otros 360.000 m² donados por el complejo La Nueva Santa Cruz, para futuras expansiones.
La Expocruz se celebra siempre en septiembre: tradicionalmente comienza alrededor del 22 al 24 de septiembre (fecha patrimonial departamental) y dura diez días (habitualmente hasta comienzos de octubre). Por ejemplo, la edición 2023 se realizó del 22 de septiembre al 1 de octubre. Los visitantes adultos pagan entrada (generalmente en torno a Bs 50), aunque hay promociones familiares (niños menores entran gratis o con descuentos según días). Durante la feria se habilitan además un centro de convenciones para congresos y ruedas de negocios, y se ofrecen servicios especiales como conexiones de negocios, espacios VIP y apoyo logístico para delegaciones internacionales.
En materia de logística, cada año participan miles de trabajadores temporales para montaje de stands, ferias ganaderas, control sanitario (vacunación de bovinos), seguridad y atención al público. CAINCO coordina la famosa Rueda Internacional de Negocios de Santa Cruz, un evento paralelo que reúne a compradores y vendedores en citas preestablecidas. Esta rueda se suele llevar a cabo dentro de la Expocruz y dura varios días, constituyéndose en un elemento clave para formalizar acuerdos comerciales.

## Participación internacional
La Expocruz tiene un marcado carácter internacional. Anualmente convoca a decenas de países expositores. Por ejemplo, en 2023 asistieron delegaciones de 33 países extranjeros, y en 2024 fueron 32 delegaciones de todos los continentes. En esas delegaciones hay fuerte presencia de EEUU, Brasil, Argentina y de representantes de la Unión Europea y del continente asiático. Desde su consolidación en los años 60, Expocruz recibe tradicionalmente pabellones oficiales de naciones vecinas (Argentina, Brasil, Chile), así como de otros países de Europa y América del Norte. Cada país participante suele montar un pabellón propio o compartido para exponer sus productos típicos (por ejemplo: productos agroindustriales, artesanías, tecnología, etc.) y promover el intercambio comercial.
En la feria se gestan acuerdos internacionales: muchas empresas extranjeras aprovechan la Expocruz para ampliar su presencia en Bolivia, y viceversa. Cada edición incluye reuniones bilaterales y ruedas de negocios que han derivado en convenios comerciales. Por ejemplo, en el marco de Expocruz 2024 se celebró un foro empresarial Brasil–Bolivia donde gobiernos y empresarios de ambos países suscribieron varios acuerdos de integración económica. En conjunto, los organizadores destacan que la feria facilita alianzas estratégicas y contratos transfronterizos, contribuyendo así a la integración regional de Latinoamérica y la inserción de Bolivia en mercados globales.

## Evolución reciente
En la última década Expocruz ha mostrado fortaleza pese a crisis globales. El mayor impacto reciente fue la pandemia de COVID-19. La edición 2020 de Expocruz fue suspendida por la emergencia sanitaria: la versión 45 se aplazó para 2021. En 2021, bajo el lema “Feria del Reencuentro”, la Expocruz se realizó (versión 45) de forma presencial con controles sanitarios, reportando aproximadamente 388.290 visitantes presenciales y 47.342 virtuales. En esa feria postergada se alcanzó cerca de US\$ 134 millones en intenciones de negocio, marcando el inicio de la recuperación económica
A partir de 2022 la Expocruz volvió a su formato normal e incluso mejoró sus indicadores previos a la pandemia. La edición 2022 (46ª versión) contó con 445.673 visitantes y generó US\$ 191,27 millones en intenciones de negocio, superando holgadamente las cifras de 2021. Participaron 2.011 marcas expositoras (1.066 nacionales, 945 internacionales) y 21 delegaciones. Para 2023, en su 47ª versión, los resultados siguieron en ascenso: se registraron 464.462 asistentes y US\$ 209,4 millones en intenciones de negocio, con 33 delegaciones internacionales y más de 2.400 empresas expositoras.
La edición 2024 mantuvo esta tendencia positiva. En septiembre de 2024 se inauguró la feria con la expectativa de recibir más de medio millón de visitantes y mover unos US\$ 200 millones en negocios. Según informes oficiales, la satisfacción de expositores y público superó el 90%. En cada año reciente los organizadores señalan además la creación de alrededor de 70.000 empleos temporales durante la feria. Tras la pausa de 2020 la Expocruz se recuperó plenamente, batiendo récords de asistencia y negocios en 2022 y 2023, y consolidándose como pilar de la reactivación económica en Santa Cruz.